# لازار كارنو
لازار نيكولا مارغريت، الكونت كارنو (بالفرنسية: Lazare Nicolas Marguerite, Comte Carnot)‏ ـ (13 مايو 1753 ـ 2 أغسطس 1823) هو سياسي ومهندس ورياضياتي وفيزيائي ماسوني فرنسي. عُرف بلقبي «كارنو الكبير» (بالفرنسية: Le grand Carnot)‏، و«منظم النصر» (بالفرنسية: l'organisateur de la victoire)‏ في حروب الثورة الفرنسية.

## حياته ودوره السياسي والعسكري

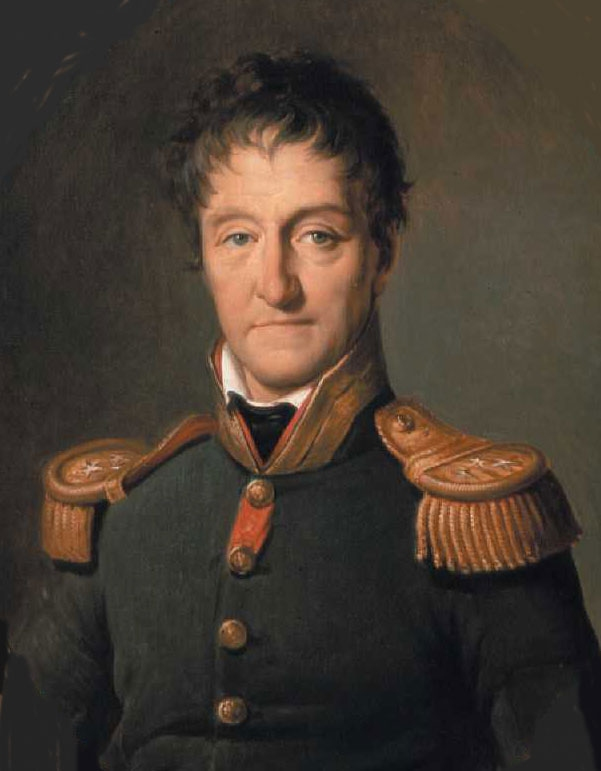
بورتريه: لازار كارنو

ولد كارنو في نولاي بإقليم كوت دور بمنطقة بورغوني، وصار بعد الثورة الفرنسية عضوًا بالمؤتمر الوطني الفرنسي وكان بصفته هذه من بين المصوتين تأييدًا لإعدام الملك لويس السادس عشر رغم غيابه عن مداولات المحاكمة التي خضع لها الملك المخلوع، لوجوده آنذاك في بايون للإشراف على الاستحكامات الدفاعية الفرنسية تحسبًا لأي هجوم من إسبانيا.
في 14 أغسطس 1793 انتخب كارنو عضوًا فيما سمي بلجنة السلامة العامة (بالفرنسية: Comité de salut public)‏، حيث اضطلع بالمسؤولية عن الموقف العسكري باعتباره واحدًا من وزراء الحرب، ويرجع إلى قدراته التنظيمية والانضباطية الفضل في إنشاء الجيش الثوري الفرنسي، وقد أدخل كارنو نظام التجنيد الإجباري لتوفير عدد كافٍ من الجنود للحرب، وقد نجح هذا النظام ـ الذي أقره المؤتمر الوطني ـ في زيادة عدد جنود الجيش الفرنسي من 645 ألف جندي في منتصف سنة 1793 إلى مليون ونصف المليون جندي في سبتمبر 1794، وبعد أن تمكن كارنو من حل مشكلة أعداد جنود الجيش، صرف اهتمامه ومواهبه الإدارية إلى طرق إمداد وتموين هذا الجيش الهائل.
بعد تأسيس حكومة الديركتوار (المديرين) سنة 1795، كان كارنو واحدًا من المديرين الخمسة الأوائل في هذه الحكومة، التي تميزت بالشقاق بين أعضائها، ثم عينه نابليون بونابرت سنة 1800 وزيرًا للحرب بعد صعوده إلى السلطة، وكان يشغل هذا المنصب إبان معركة مارينغو، غير أنه صوّت في سنة 1802 معارضًا لمنح بونابرت منصب القنصل مدى الحياة وتوريث هذا المنصب لذريته من بعده، غير أن بونابرت نال ما أراد، ثم توج نفسه إمبراطورًا في 2 ديسمبر 1804، فصار كارنو محرومًا من أي منصب رفيع طوال فترة الإمبراطورية الفرنسية الأولى، غير أن بونابرت نفسه منحه فيما بعد لقب كونت، ثم عينه وزيرًا لداخليته أثناء فترة المئة يوم.

## نفيه ووفاته
عقب سقوط بونابرت، لم تنسَ الملكية الفرنسية لكارنو تصويته على إعدام لويس السادس عشر، فنُفي خارج فرنسا أثناء ما سمي بالإرهاب الأبيض الذي أعقب الاستعادة الثانية للملكية في عهد لويس الثامن عشر، فعاش في وارسو، ثم في بروسيا، حيث توفي منفيًا في ماغديبورغ، ثم نُقل رفاته إلى مقبرة العظماء (البانتيون) بباريس أثناء احتفالات فرنسا بمئوية الثورة الفرنسية سنة 1889، ونُقل معه كل رفات من القائد العسكري ماري فكتور دي لا تور-موبورغ، والطبيب والسياسي جان-باتيست بودان، والجنرال فرانسوا سيفيران مارسو-ديغرافييه.

## ذريته
- كان ابنه الفيزيائي سادي كارنو (1796 ـ 1832) أحد مؤسسي علم الديناميكا الحرارية ونظرية المحركات الحرارية (انظر دورة كارنو).
- كان ابنه الثاني إيبوليت كارنو (1801 ـ 1888) سياسيًا.
- كان حفيده ماري فرانسوا سادي كارنو (ابن إيبوليت كارنو) رئيسًا للجمهورية الفرنسية من سنة 1887 إلى اغتياله سنة 1894.

## روابط خارجية
- لازار كارنو على موقع الموسوعة البريطانية (الإنجليزية)
- لازار كارنو على موقع إن إن دي بي (الإنجليزية)